# 京都家庭裁判所
京都家庭裁判所（きょうとかていさいばんしょ）は、京都府京都市にある日本の家庭裁判所の一つで、京都府を管轄している。略称は、京都家裁（きょうとかさい）。園部（南丹市）、宮津、舞鶴、福知山に支部を置いている。
本庁は下鴨神社の旧境内にあり、庁舎敷地内に御手洗川（みたらしがわ）が流れる。隣接地には重要文化財の旧三井家下鴨別邸があり、1951年から2007年まで所長の官舎として使用された。各支部は京都地方裁判所の支部に併設されている。

## 所在地
- 本庁：京都府京都市左京区下鴨宮河町1　北緯35度1分57.7秒 東経135度46分16.9秒 / 北緯35.032694度 東経135.771361度
京阪電気鉄道鴨東線, 叡山電鉄叡山本線 出町柳駅下車5番出口から徒歩7分
京都市営バス1,4,205系統 新葵橋停留所下車すぐ
- 園部支部：京都府南丹市園部町小桜町30　北緯35度6分29.1秒 東経135度28分12.6秒 / 北緯35.108083度 東経135.470167度
JR山陰線 園部駅から
京阪京都交通バス(JR亀岡駅行き又は福住行き)乗車(乗車時間約5分)市役所前下車徒歩約3分
　またはJRバス(福知山行き又は桧山行き)乗車(乗車時間約5分)園部宮町又は園部大橋下車徒歩約5分
　もしくはぐるりんばす(専門学校前経由循環)乗車(乗車時間約5分)市役所前下車徒歩約2分
- 宮津支部：京都府宮津市島崎2043-1　北緯35度32分11秒 東経135度11分46.4秒 / 北緯35.53639度 東経135.196222度
京都丹後鉄道宮津駅下車東へ徒歩8分
- 舞鶴支部：京都府舞鶴市南田辺南裏町149　北緯35度26分37.9秒 東経135度19分44.8秒 / 北緯35.443861度 東経135.329111度
JR舞鶴線、北近畿タンゴ鉄道宮津線 西舞鶴駅下車北へ徒歩5分
- 福知山支部：京都府福知山市内記9　北緯35度17分50秒 東経135度7分41.1秒 / 北緯35.29722度 東経135.128083度
JR山陰線, 福知山線, 京都丹後鉄道宮福線 福知山駅下車東へ徒歩15分

## 管轄
- 本庁
  - 京都市、宇治市、城陽市、向日市、長岡京市、八幡市、京田辺市、南丹市（美山地域に限る）、木津川市、乙訓郡大山崎町、久世郡久御山町、綴喜郡井手町、宇治田原町、相楽郡笠置町、和束町、精華町、南山城村
- 園部支部
  - 亀岡市、南丹市（美山地域を除く）、船井郡京丹波町
- 宮津支部
  - 宮津市、京丹後市、与謝郡伊根町、与謝野町
- 舞鶴支部
  - 舞鶴市
- 福知山支部
  - 福知山市、綾部市

※ただし、行政事件、園部支部管内の合議事件・少年事件は本庁で、宮津・福知山の各支部の合議事件・少年事件は舞鶴支部でそれぞれ取り扱う。

## 歴代所長
任期の後ろは後職
- 川口冨男
- 遠藤賢治（2000年12月 - 2002年6月30日 依願退官）
- 宮崎公男（2002年7月1日 - 2004年2月 東京高等裁判所部総括判事）
- 南敏文（2004年2月 - 2005年7月 東京高等裁判所部総括判事）
- 佐々木茂美（2005年7月 - 2007年1月 大阪地方裁判所所長）
- 西村則夫（2007年1月 - 2009年8月 大阪高等裁判所部総括判事）
- 二本松利忠（2009年8月 - 2012年6月 大阪地方裁判所所長）
- 並木正男（2012年6月 - 2013年6月 京都地方裁判所所長）
- 河野清孝（2013年6月 - 2015年3月 東京高等裁判所部総括判事）
- 白石史子（2015年4月 - 2016年7月 東京高等裁判所部総括判事）
- 本多久美子（2020年2月 - 2021年5月 大阪高等裁判所部総括判事）
- 徳岡由美子 (2021年5月 - )